# Der Staatsanwalt hat das Wort: Der Fall Petra Hansen
Der Fall Petra Hansen ist ein Kriminalfilm des DDR-Fernsehens aus dem Jahr 1979. Er erschien als 64. Folge der Reihe Der Staatsanwalt hat das Wort. In der Hauptrolle ist Evelyn Opoczynski zu sehen.

## Handlung
Petra Hansen ist geschieden und alleinerziehende Mutter ihrer kleinen Tochter Christine, die sich allerdings bei ihrer Tante Martha, Petras Schwester, viel wohler fühlt und in Martha schon eine Art Ersatzmutter sieht.
Petra Hansen ist vor kurzem erst wegen mehrerer Delikte zu einer sechsmonatigen Bewährungsstrafe verurteilt worden. Petra ist eigentlich recht intelligent und hat sogar einen Fachschulabschluss erworben. Doch aufgrund schlechter Arbeitsmoral und zahlreicher Eskapaden hat sie ihre günstigen Berufschancen verspielt. Nach ihrer Verurteilung wird Petra nun eine Arbeitsstelle in einer Putzkolonne im städtischen Straßenbahndepot zugewiesen. Auch dort kommt es aufgrund Petras aufmüpfiger Art zu einigen Konflikten mit ihrem Kollegium. Petra feiert jeden Abend mit ihrer besten Freundin Renate und beide treiben sich bis in die frühen Morgenstunden in verschiedenen Kneipen umher. Deshalb erscheint Petra meistens entweder verspätet, unausgeschlafen oder auch überhaupt nicht bei ihrer Arbeitsstelle. Auch die Bemühungen ihrer Schwester Martha, ihres Schwagers Gerd und der Kaderleiterin Frau Arndt bleiben erfolglos, da Petra sich grundsätzlich nichts vorschreiben lassen will.
Eines Tages lernt Petra den attraktiven Jens Unger kennen. Beide verlieben sich ineinander und werden recht schnell ein Liebespaar. Doch auch Jens ist mit der Zeit nicht allzu begeistert von Petras moralischen Vorstellungen. Petra distanziert sich daraufhin wieder von Jens, führt ihr ausschweifendes Nachtleben in loser Folge fort und kommt dadurch erneut in eine Abwärtsspirale. Nach einer erneuten durchzechten Nacht gerät sie in eine Prügelei zwischen zwei stark alkoholisierten Männern, wobei Jens zufällig vorbeikommt und dadurch plötzlich auch ein Teil dieser Schlägerei wird. Letztendlich wird Jens, nur weil er Petra schützen wollte, von den beiden Männern verprügelt und anschließend mit schweren, inneren Verletzungen ins Krankenhaus eingeliefert. Die beiden Schläger ergreifen die Flucht, können aber wenig später von der Volkspolizei ergriffen werden. Petra steht unter Schock und sieht nun endlich ein, dass sich in ihrem Leben wieder etwas ändern muss. Jens Unger ist nach wenigen Tagen außer Lebensgefahr.
Petra Hansen wird wenige Monate später zu insgesamt eineinhalb Jahren Haft verurteilt, da das Gericht zusätzlich nun ihre verhängte Bewährungsstrafe aufgehoben hat. Ihre Tochter Christine bleibt während der Haftzeit nun ständig bei Martha.

## Produktion und Ausstrahlung
Der Film wurde im Jahr 1978 gedreht. Die Erstausstrahlung erfolgte am 14. August 1979 zur Hauptsendezeit im 1. Programm des DDR-Fernsehens. Nach der Wiedervereinigung wurde der Film noch mehrmals im Fernsehen wiederholt. Es war einer der ersten in Farbe ausgestrahlten Filme der Reihe.